# Urkuk Dorsa
Gli Urkuk Dorsa sono una struttura geologica della superficie di Venere.